# Península salentina
La península salentina o península de Salento (en italiano Penisola salentina) es una península que se encuentra en el sureste de Italia.
Toda la península pertenece a Apulia. El lugar más meridional de la península es el cabo Santa María di Leuca.
En esta pequeña península se encuentran las siguientes ciudades: Tarento, Lecce, Manduria, Nardò, Mesagne, Francavilla Fontanta y Ostuni. 
Las costas de la península pertenecen al golfo de Tarento, canal de Otranto y mar Jónico (todas estas aguas pertenecen al mar Mediterráneo).
- Datos: Q735628
- Multimedia: Salento / Q735628
- Guía turística: Salento (Italia)

Salento (comarca)